# Salomon van Ruysdael
Salomon van Ruysdael (* um 1600 in Naarden; begraben 3. November 1670 in Haarlem) war ein holländischer Landschaftsmaler.

## Namensherkunft
Die Familie stammte ursprünglich aus Naarden in Gooiland in der Provinz Nordholland und wurde de Goyer genannt. Später nannten sie sich nach einem Schloss Ruisschendaal oder einer nicht mehr existierenden Burg Ruisdael in Blaricum, wo der Großvater Jan Jakobsz. gelebt haben soll. Der Stammvater der Malerfamilie, Jacob Jansz. de Goyer (um 1560–1616), war ein wohlhabender Sargmacher, der erstmals am 19. März 1591 unter diesem Namen in Naarden genannt wurde. Er starb dort als wohlhabender Bürger der Stadt.

## Leben
Van Ruysdael kam nach dem Tod seines Vaters im Jahr 1616 nach Haarlem und wurde um 1623 unter dem Namen Salomon de Goyer Mitglied der Malergilde. Er war 1647 und 1669 Kommissar, sowie 1648 Dekan (Vorstand) der Gilde und zudem von 1659 bis 1666 Vorsteher (niederländisch wijkmeester) des Stadtviertels. Vermutlich wurde er bei Esaias van de Velde ausgebildet, unter dessen Einfluss er in seiner Jugend Eislandschaften malte. Seine ersten datierten Bilder stammen aus dem Jahr 1627. Seine frühen Landschaften ähneln in Farbschema und Kompositionen denen von Pieter de Molijn. 1628 wird er, bereits unter dem Namen Ruysdael, als Landschaftsmaler bezeichnet und von Samuel van Ampzing in seiner Beschreibung von Haarlen als „Salomon van Rustdael“ lobend erwähnt. Er fertigte zumeist Landschaftsbilder von Orten wie Alkmaar, Amersfoort, Arnheim, Dordrecht, Leiden und Utrecht oder kombinierte Motive aus unterschiedlichen Orten in einem Bild. Seine frühen holländischen Flach- und Uferlandschaften, Fluss- und Kanalansichten der 1630er Jahre weisen eine diagonale Komposition der Dünen auf und sind in der Komposition und Farbgebung mit denen seines Zeitgenossen Jan van Goyen verwandt. Ab 1645 interessierte sich van Ruysdael zunehmend für Lichteffekte und dekorative Elemente in seinen Kompositionen. 1651 ist zudem eine Tätigkeit als Händler eines für das Bleichen von Textilien genutzten Farbstoffes nachgewiesen.
Hendr. Piet de Hout soll einer seiner Schüler gewesen sein. Laut Arnold Houbraken soll er eine Art Kunstmarmor erfunden haben, aus dem man Vasen, Fässer oder Schüsseln formen konnte.
Zwischen 1659 und 1662 schuf er auch einige Stillleben mit Vögeln und zwei Reiterschlachten. Anfangs war seine koloristische Behandlung etwas wollig, namentlich im Laub der Bäume, aber sie entwickelte sich bald zu voller Klarheit, Wärme und Leuchtkraft, um dann zuletzt in einen schweren, bräunlichen Ton zu verfallen. Seine Werke werden oft mit denen von van Goyen verwechselt. Im Jahr 1669 war Van Ruysdael Mitglied der „Vereenigde Vlaamsche, Hoogduitsche en Friesche Gemeente“ der Mennoniten. Und obwohl es den Mitgliedern dieser Gemeinde verboten war, Waffen zu tragen, trat er in die Bürgerwehr von Haarlem ein. Gemeinsam mit Jan van Goyen und Pieter de Molijn zählt van Ruysdael zu den Begründern der tonalen Landschaftsmalerei in Holland.

## Familie
Van Ruysdael war Mennonit und seit etwa 1627 mit Maycken Willems Buysse oder Maycke Willemsdr Buyse verheiratet, die am 25. Dezember 1660 in der Kirche St. Bavokerk von Haarlem beigesetzt wurde. Mit ihr hatte er mindestens vier Kinder, davon 3 Töchter.
- Name unbekannt, am 22. Januar 1650 begraben
- Maria van Ruysdael († vor dem 26. Oktober 1660) ⚭ 23. Oktober 1650 Isaacq van der Helst
  - Jan van der Helst
- Josina (Josijntje) van Ruysdael ⚭ Françios Drehling
- Jacob Salomonszoon van Ruysdael (1630–1681),[4] der im Jahr 1664 Mitglied der Haarlemer Lukasgilde wurde und am 3. Februar 1664 seine 26-jährige Cousine Geertje Pietersdr de Goyer heiratete. Das Paar zog nach Amsterdam um. Am 19. Februar 1673 vermählte er sich mit der 28-jährigen Annetje Jansdr. Colijn († 30. Januar 1682), mit der er vier Kinder hatte: Salomon, Marijken, Jacob und Pieter.[5]

Er war der Bruder von Isaak van Ruisdael (1599–1677), und der Onkel des niederländischen Landschafts- und Marinemalers Jacob van Ruisdael. Der älteste Bruder war Jacob Jacobsz van Ruysdael (1594–1656), der ein Ratsherr der Stadt Naarden war.
Am 3. November 1670 wurde van Ruysdael in der St. Bavokerk in Haarlem begraben. Zu seinem Nachlass gehörten auch mehrere Häuser, was auf einen finanziellen Wohlstand schließen lässt.

## Werke (Auswahl)
- Segelboote auf dem Wilkermeer
- 1631: Landschaft mit Bauerngehöft
- 1633: Dorf unter Bäumen
- 1633: Baumreiches Flussufer
- 1642: Flusslandschaft bei Arnheim
- 1656: Holländische Landschaft mit Raubzug

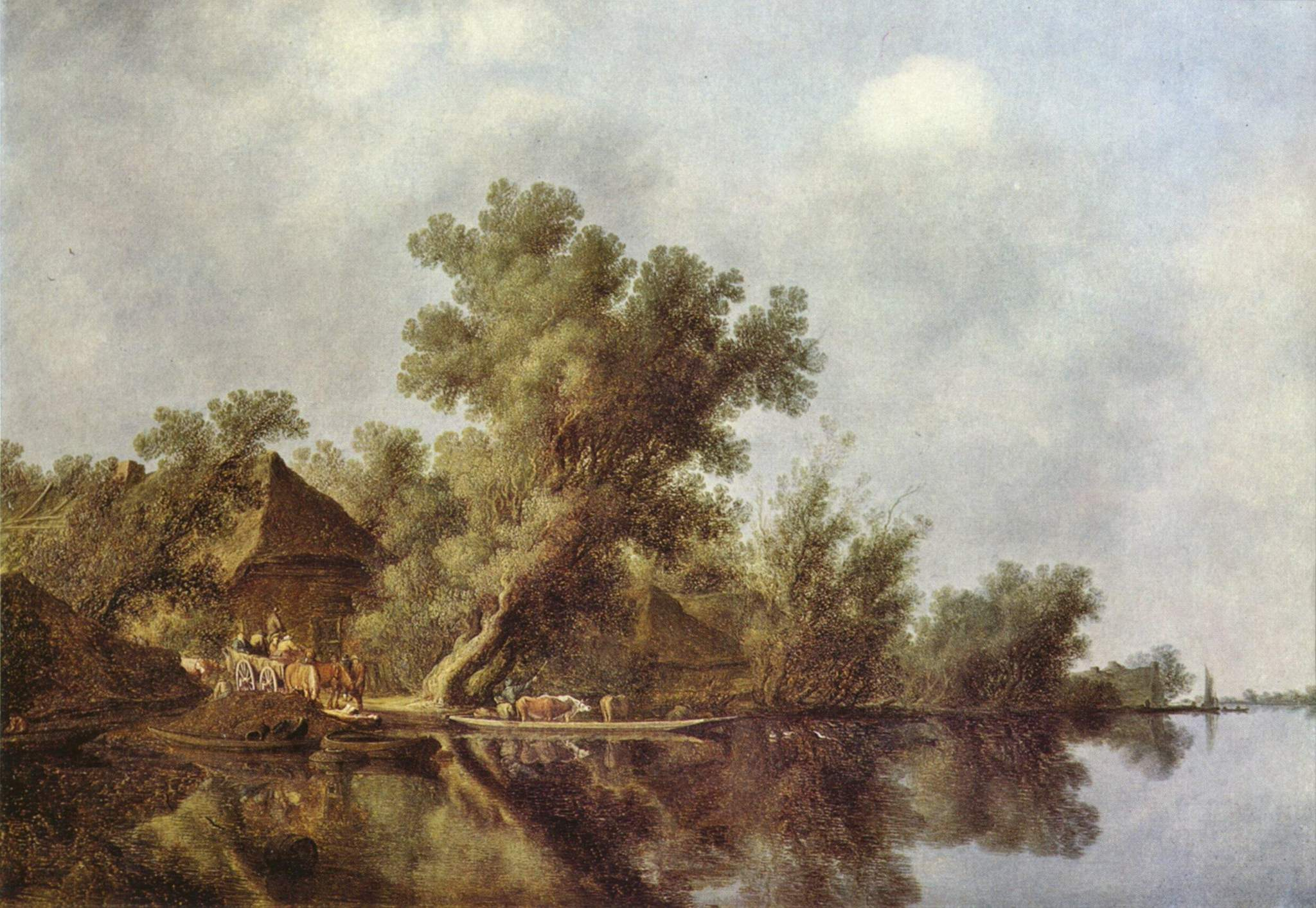
Flusslandschaft mit Fähre
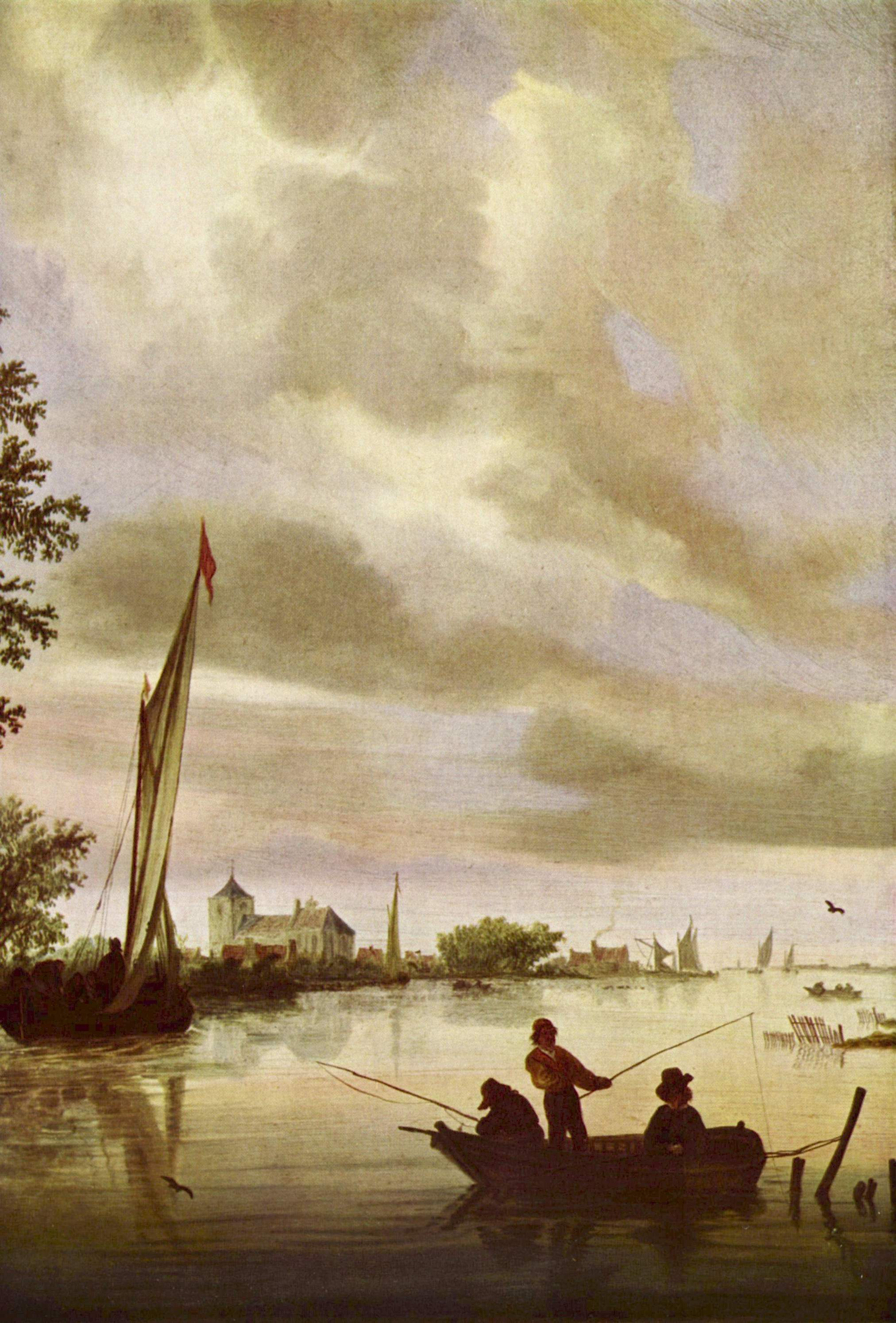
Flusslandschaft
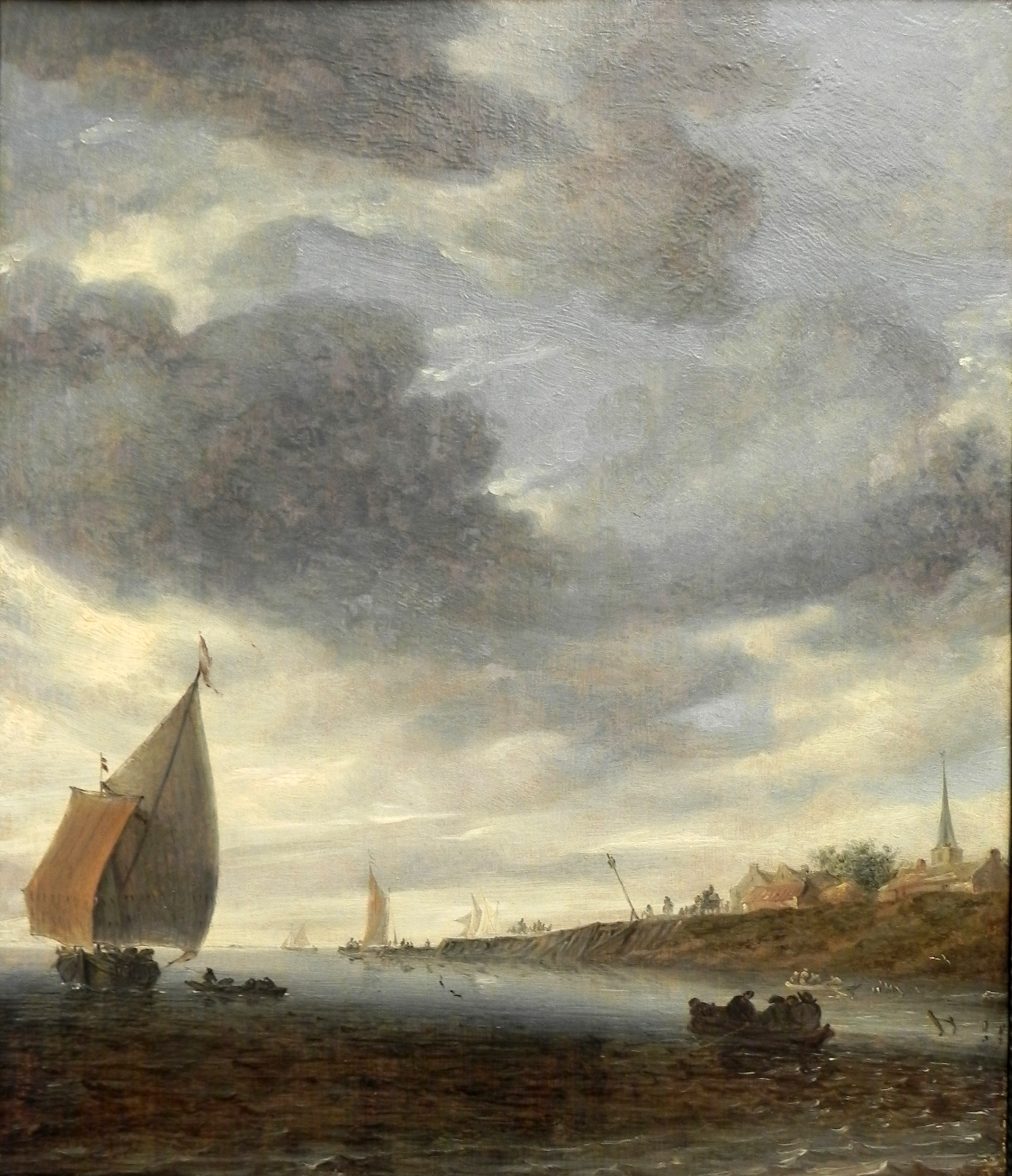
Gewässer mit Segelboot
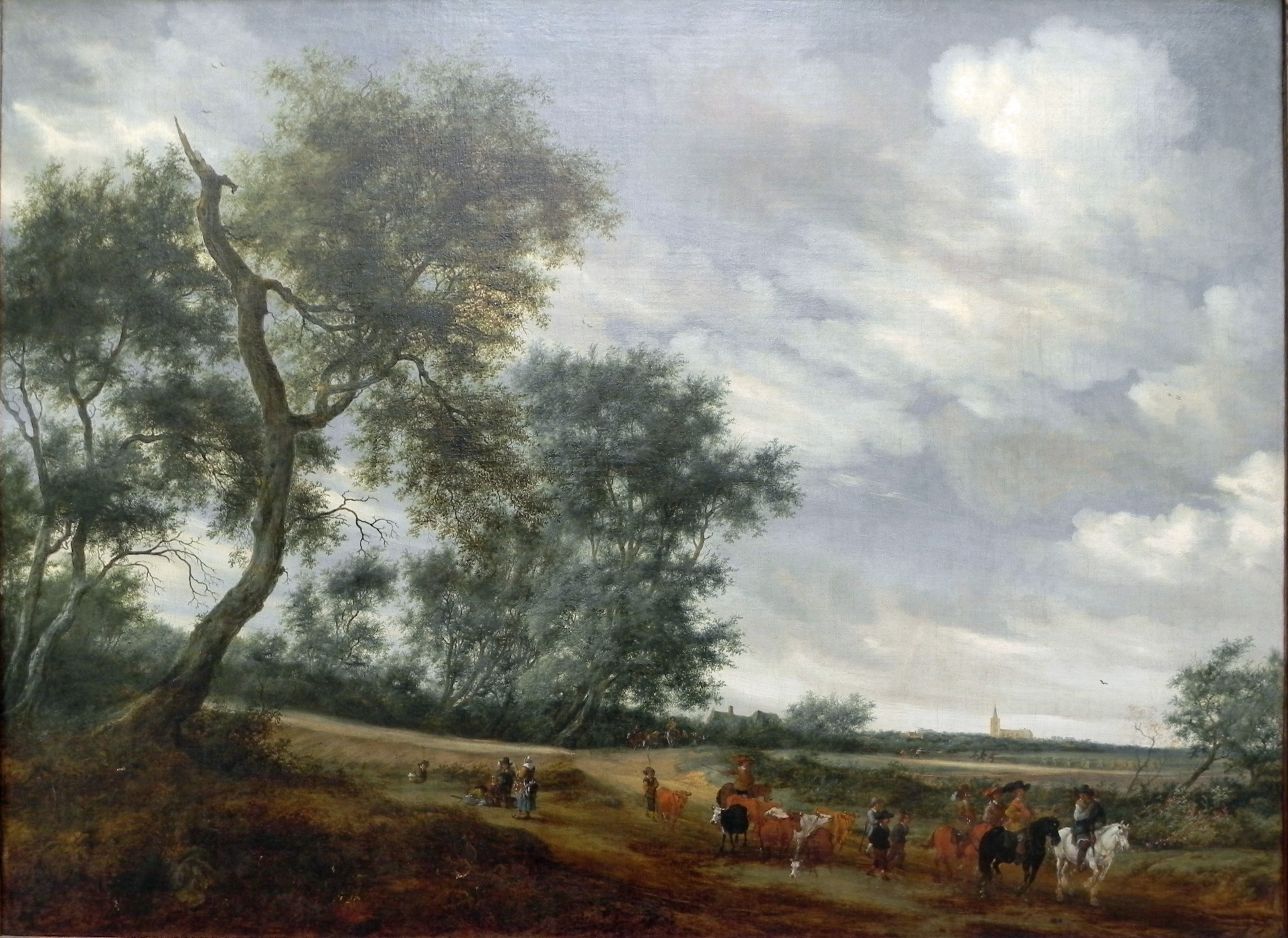
Holländische Landschaft
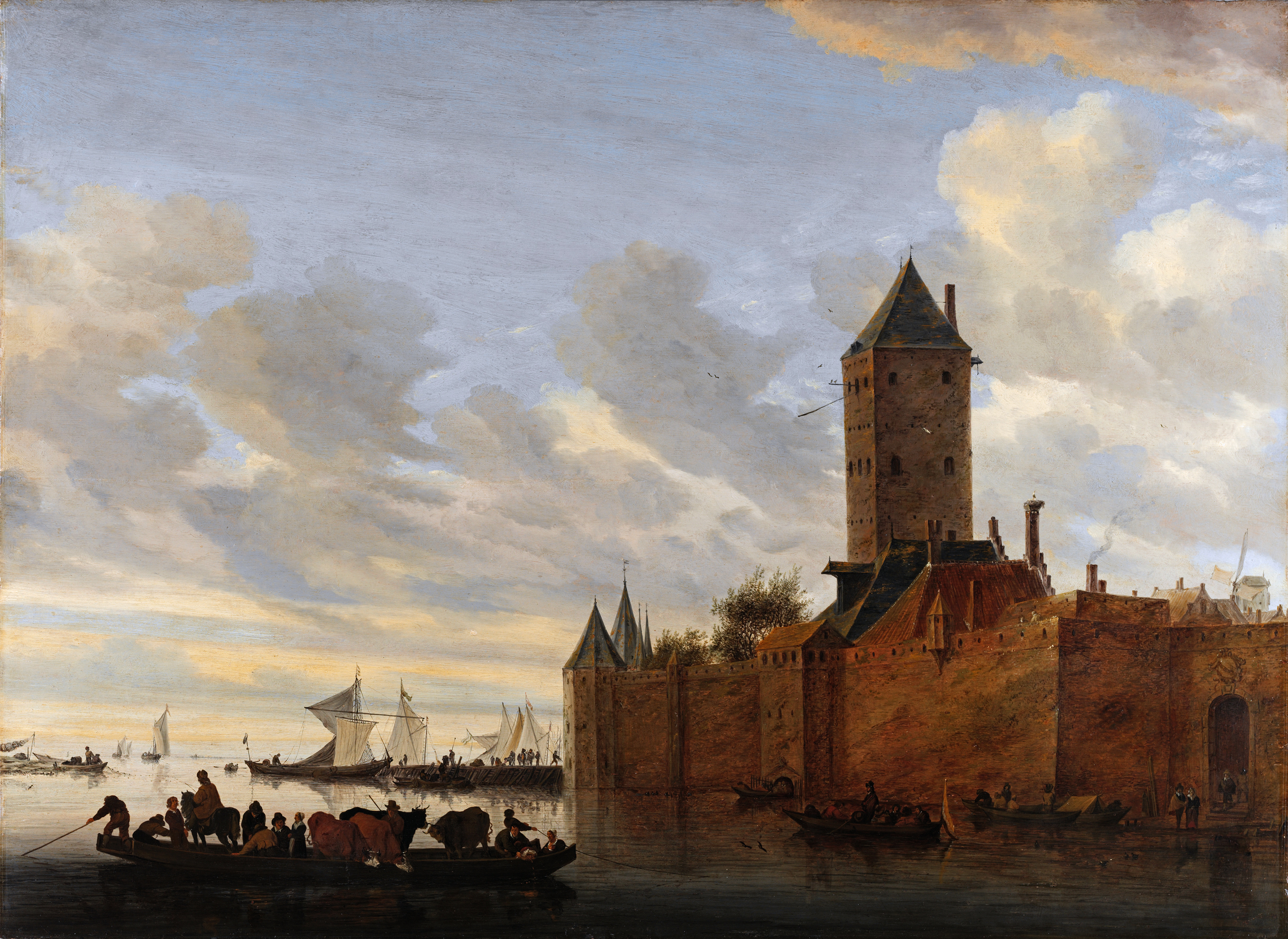
Flussmündung mit befestigter Stadt